# Pryvillja
Pryvillja (ukrajinsky Привілля; rusky Приволье) je město rajónního významu v Donbasu na východní Ukrajině, v Luhanské oblasti. Od Luhansku je vzdálené asi 118 km. Žije zde 7 507 obyvatel. Město se rozkládá na strmých svazích pravého břehu Severního Doňce.